# Mercedes Ballesteros
Mercedes Ballesteros Gaibrois (Madrid, 6 de diciembre de 1913 - ibidem, 28 de junio de 1995) fue una escritora española de diversos géneros. Además de su nombre, firmó novelas de aventuras con el seudónimo de Rocq Morris; novelas rosas con el de Sylvia Visconti; y utilizó el de Baronesa Alberta en sus colaboraciones de textos humorísticos para La Codorniz. Era hija de los historiadores y académicos Antonio Ballesteros Beretta y Mercedes Gaibrois Riaño, hermana del historiador Manuel Ballesteros Gaibrois, y esposa del escritor y cineasta Claudio de la Torre.

## Biografía
Mercedes Ballesteros Gaibrois nació el 6 de diciembre de 1913 en Madrid, hija de los historiadores y académicos Antonio Ballesteros Beretta, conde de Beretta (1880-1949), y Mercedes Gaibrois Riaño (1891-1960).
Comenzó publicando poesías y realizó estudios de Filosofía y Letras, además trabajó como traductora. Casada con el escritor y director de cine Claudio de la Torre (1895-1973), con quien se trasladó a Canarias durante la guerra. Acompañó a su marido en sus numerosos viajes de negocios hasta su fallecimiento. Falleció a los 81 años, el 28 de junio de 1995 en su Madrid natal.

### Como Mercedes Ballesteros Gaibrois

#### Poesías
- Poesías	(1925)
- Iniciales	(1929)

### Como Mercedes Ballesteros

#### Obras independientes
- Tienda de nieve	(1932)
- Quiero ver al doctor	(1941) (en colaboración con Claudio de la Torre)
- Una mujer desconocida	(1946)
- Vida de la Avellaneda	(1949) (biografía de Gertrudis Gómez de Avellaneda)
- Las mariposas cantan	(1952)
- Eclipse de Tierra	(1954)
- La cometa y el eco	(1956)
- Invierno	(1959)
- Verano	(1959)
- Taller	(1960)
- Mi hermano y yo, por esos mundos	(1962)
- La sed	(1965)
- Lejano pariente sin sombrero	(1966)
- Tío Jorge vuelve de la India	(1966)
- El chico	(1967)
- El personal	(1976)
- Pasaron por aquí	(1985)

### Como Rocq Morris

#### Serie Hazañas de Robert Clay
1. City Hotel (1938)
2. París-Niza (1939)
3. El cofre de las piedras azules (1940)
4. Cena siniestra (1944)

### Como Sylvia Visconti

#### Novelas románticas
- Mi marido es usted	(1938)
- La aventura de una chica audaz	(1939)
- La extraña Boda de Glori Dunn	(1939)
- Una mujer de veinte años	(1939)
- ¿Quiere ser usted mi viuda?	(1940)
- El pecado de ser guapa	(1940)
- El viaje de Diana Lynn	(1940)
- Mari-Elena ingeniero de caminos	(1940)
- El rapto de Valentina	(1941)
- La telefonista del Gran Hotel	(1941)
- Despedida de soltera	(1943)
- No te vayas	(1944)

### Como Baronesa Alberta

#### Novelas humorísticas
- Así es la vida	(1953)
- El perro del extraño rabo	(1953)
- Este mundo	(1955)